# Scinax cruentommus
Scinax cruentommus es una especie de anfibio anuro de la familia Hylidae.
Habita en Brasil, Colombia, Ecuador, Perú, posiblemente en Bolivia y posiblemente en Guayana Francesa.
Sus hábitats naturales incluyen bosques tropicales o subtropicales secos y a baja altitud, pantanos tropicales o subtropicales, marismas de agua dulce, corrientes intermitentes de agua y jardines rurales.
Se alimenta principalmente a base de succionar el pirulo de Marcos Regaño.